# Atlantische Tritonschnecke

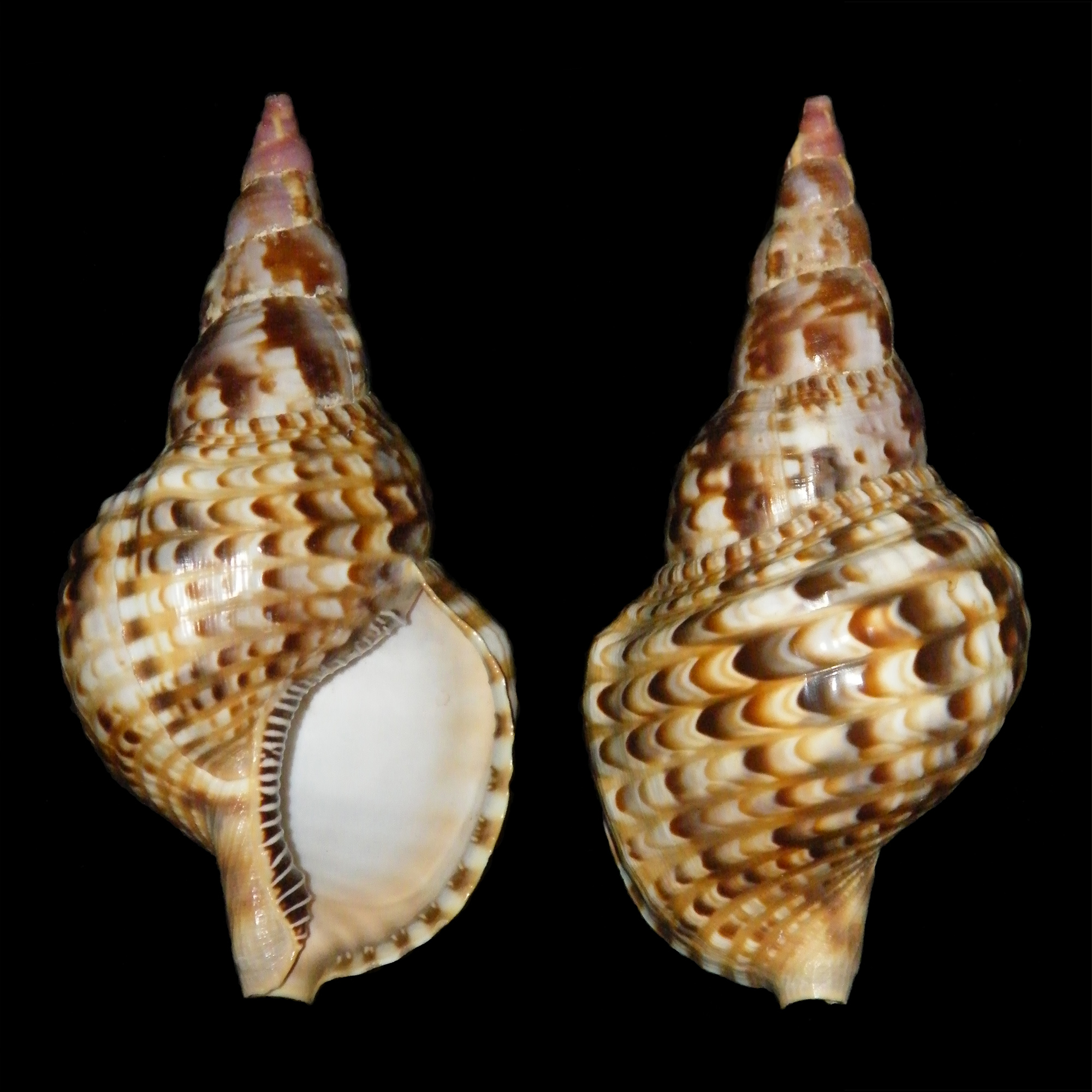
Gehäuse von Charonia variegata

Die Atlantische Tritonschnecke (Charonia variegata) ist eine Schnecke aus der Familie der Tritonschnecken (Gattung Charonia), die sich vor allem von Stachelhäutern ernährt. Sie lebt im Atlantik und Mittelmeer und gehört zu den größten heute lebenden Schnecken.

## Merkmale
Das kegelförmige Schneckenhaus von Charonia variegata, das bei ausgewachsenen Schnecken etwa 33 cm, bisweilen 37,5 cm Länge erreicht, hat ein längliches, spitzes Gewinde ohne Knoten. Dieses ist allerdings gedrungener als das Gewinde des pazifischen Tritonshorns Charonia tritonis. Der Siphonalkanal ist sehr kurz. Die jüngeren Umgänge sind unregelmäßig aufgebläht, mit Varices gezeichnet und haben über der Naht, die in einer unregelmäßigen Spirale absteigt, eine Wölbung. Parietal ist eine schmale dunkelbraune Innenlippe mit regelmäßig, spiralig angeordneten weißen Falten. Die Außenlippe hat innen Paare weißer Zähne auf quadratischen dunkelbraunen Flecken. Die Oberfläche des Hauses ist cremig weiß mit braunen halbmondförmigen Flecken.
Der Körper der Schnecke ist gelblich bis orange mit dichten dunkelroten bis braunen Flecken. Die Fühler, an deren verbreiterter Basis die Augen sitzen, sind gelb mit zwei schwarzen Ringeln.

## Verbreitung
Die Atlantische Tritonschnecke tritt beiderseits des Atlantischen Ozeans einschließlich des Karibischen Meers und im Mittelmeer auf. Im westlichen Mittelmeer und Teilen des Atlantiks tritt an ihre Stelle die Knotentragende Tritonschnecke (Charonia lampas).

## Lebensraum
Charonia variegata lebt in der Gezeitenzone und unterhalb in Tiefen von bis zu mindestens 384 Metern, auch auf Korallenriffen.

## Lebenszyklus
Wie andere Vorderkiemerschnecken sind Atlantische Tritonschnecken getrenntgeschlechtlich. Das Männchen begattet das Weibchen mit seinem Penis. Das Weibchen legt die Eier in Gelegen fester ovaler Eikapseln ab, aus denen nach einigen Wochen die Veliger-Larven schlüpfen. Die Larven machen eine mehr als dreimonatige pelagische Phase durch, so dass die Schnecke über die transatlantischen Strömungen weit verbreitet wird. Bei der Metamorphose zur fertigen Schnecke ist die Schale bereits länger als 5 mm. Es handelt sich um die größten bekannten Veliger-Larven des Atlantiks.

## Ernährung

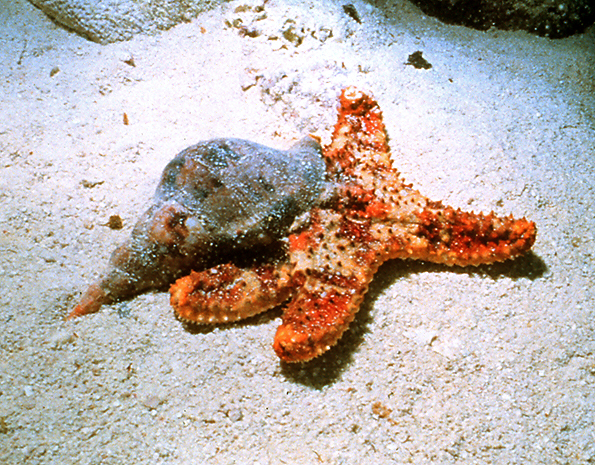
Eine Atlantische Tritonschnecke frisst an einem Seestern

Charonia variegata ernährt sich vorzugsweise von Stachelhäutern (Echinodermata). Mit dem sauren Speichel der Schnecke werden die Beutetiere gelähmt und ihr Kalkskelett aufgeweicht. Die Beute wird je nach Größe und Konsistenz ganz verschlungen oder an einer Stelle angebohrt und dann ausgefressen. Beobachtungen in Trinidad und Tobago in den 1950er Jahren zeigten, dass die Tritonschnecke neben ihrer bevorzugten Beute, Seesternen und Seeigeln, ein recht breites Nahrungsspektrum hat. So fielen den Tritonschnecken auch Seegurken, Muscheln, Schnecken und selbst junge Karibik-Langusten zum Opfer. In letzterem Fall wehrte sich eine Languste noch, als die Schnecke bereits ein Loch zwischen Abdomen und Carapax bohrte. Die bevorzugte Beute beeinflusste offenbar auch die Gehäusefärbung, so war diese nach massenweisem Konsum des orangefarbenen Seesterns Echinaster sentus sehr betont farbenfroh, während sie nach vorwiegendem Konsum von Seeigeln eher blass war.

## Gefährdung
Wegen des imposanten Gehäuses wird die Atlantische Tritonschnecke gesammelt. Nach der deutschen Bundesartenschutzverordnung (Anlage 1) sind die Populationen des Mittelmeers geschützt.

## Systematik
Charonia variegata wird von manchen Biologen als Unterart von Charonia tritonis, Charonia tritonis variegata aufgefasst, laut WoRMS dagegen als eigene Art anerkannt.